# Heinrich Blanc
Heinrich Blanc (* 11. Dezember 1896 in Großvillars; † 8. April 1960) war ein deutscher Unternehmer, der die heute weltweit agierende Unternehmensgruppe Blanco gründete und lange Zeit leitete.

## Familie
Heinrich Blanc war der Sohn des Wagners Jakob Blanc und dessen Ehefrau Wilhelmine Jakobine geborene Servay. Er wuchs in Großvillars auf, einem Dorf, das um 1700 als Waldensersiedlung gegründet wurde. Der französische Familienname Blanc heißt übersetzt Weiß. Heinrich Blanc heiratete am 20. August 1921 Else Häcker. Aus dieser Ehe gingen drei Töchter und der Sohn Heinz († 28. Januar 1978) hervor.

## Ausbildung und Kriegsdienst
Nach der Volksschule absolvierte Heinrich Blanc eine kaufmännische Lehre bei der Herdfabrik M.A. Lämmle (MALAG) in Bretten, wo er bis 1915 arbeitete. Von 1915 bis 1918 nahm er als Soldat am Ersten Weltkrieg teil.

## Unternehmungen

### BLANCO
Im Jahr 1925 gründete Heinrich Blanc zusammen mit August Treffinger, der nach vier Jahren wieder aus der Firma ausschied, die Firma „Blanc & Co. Metallwarenfabrik Oberderdingen“. Man begann mit der Serienfabrikation von Wasserschiffen für Kohleherde und bald wurden 30 Mitarbeiter beschäftigt. 1927 wurde eine moderne Fabrikhalle errichtet und 1934 stieg die Zahl der Beschäftigten auf über Hundert.
Im Zweiten Weltkrieg wurden Teile für die Rüstungsindustrie gefertigt.
Anfang der 1950er-Jahre wurde Edelstahl zum wichtigsten Werkstoff des Unternehmens, aus dem u. a. Küchenspülen, Kochtöpfe und Produkte der Medizintechnik gefertigt wurden. Man begann auch die Produktion von Ausstattungen für Großküchen.

### E.G.O.
Zusammen mit Karl Fischer (1893–1985) gründete Heinrich Blanc am 10. September 1931 die E.G.O. Elektro-Gerätebau GmbH in Oberderdingen.

## Wirtschaftswunderzeit
Vom 18. Oktober 1945 bis 24. Dezember 1946 befand sich Heinrich Blanc in einem Internierungslager. Er konnte nach dem Entnazifizierungsverfahren die Leitung seines Unternehmens wieder übernehmen. Bis heute bleibt die Edelstahlspüle das bekannteste Produkt seiner nach ihm benannten Firmengruppe, die bei seinem Tod im Jahr 1960 über zweitausend Mitarbeiter beschäftigte.

## Auszeichnungen und ehrendes Andenken

### Ehrenbürgerschaft
- 1957 Ehrenbürger der Gemeinde Oberderdingen

### Benennung von Straßen, Schulen und sonstigen Einrichtungen
Außerdem wurden nach Heinrich Blanc Straßen und öffentliche Einrichtungen benannt:

#### Oberderdingen
- Heinrich-Blanc-Straße[1]
- Heinrich-Blanc-Schule (im Ortsteil Großvillars)[2]
- Blanc-und-Fischer-Haus (Kindertageseinrichtung)[3]
- Blanc-und-Fischer-Platz[4]

#### Sulzfeld
- Blanc-und-Fischer-Schule[5]
- Heinrich-Blanc-Straße[6]

#### Bruchsal
- Heinrich-Blanc-Straße[7]

### Heinrich-Blanc-Stiftung
Die durch die Nachkommen von Heinrich Blanc initiierte Heinrich-Blanc-Stiftung soll junge Nachwuchstalente in den Bereichen Ingenieur- und Wirtschaftswissenschaften sowie Industrial-Design bei der Realisierung ihrer Ideen unterstützen, indem jährlich ein Förderpreis in Höhe von 5.000 Euro und weitere 2.000 Euro für den Zweitplatzierten vergeben werden.